# Tita Ureta
Isidora Paulina Ureta Fischer (Santiago, 22 de enero de 1992), también conocida con el seudónimo de Tita Ureta, es una presentadora de televisión, periodista y deportista chilena.

## Biografía
Hija de Paulina Fischer y Emeterio Ureta, es la menor de dos hermanos. Su relación con el deporte comenzó en la educación primaria en el Colegio San Benito de Vitacura, donde participaba en el equipo de atletismo y egresó adelantada en 2009 a la edad de 17 años. 
En 2010 ingresó a estudiar periodismo en la Universidad Adolfo Ibáñez, estudios que interrumpió en 2014, cuando decidió ser parte de una travesía en velero Sirenas a Bordo desde Chile hasta Tahití, viaje que duró tres meses. Ese mismo año volvió a Chile para retomar sus estudios durante 2015.
Durante más de tres años practicó el Flowride en la ola artificial de Santiago y representó a Chile en competiciones en San Diego, Estados Unidos, y Abu Dabi en los Emiratos Árabes Unidos.
Comenzó en el mundo de la televisión en 2013 conduciendo el programa Eco Sport en la cadena Vive Deportes, y continuó su emisión en La Red hasta 2017. Luego condujo el programa de viajes Imperdibles de 13C durante el año 2017 y continuó con Viaja conmigo hasta en el mismo canal.
En 2019, sin dejar de lado sus propios programas de viajes, emigró al canal CDF como coconductora del programa Abrazo de Gol.
El 26 de mayo de 2022 en Costa Rica, contrajo matrimonio con su pareja Spiro Razis, asistendo a la celebración familiares y amigos cercanos, como Kika Silva y Emilia Daiber.
En febrero de 2023 fue proclamada como la primera "Embajadora del Festival de Viña del Mar" junto a José Luis Repenning.
En mayo de 2023 se une como rostro de Mega, donde ha seguido desarrollando La ruta del agua, además del programa Ruta verde junto a Eliseo Salazar.

## Programas de televisión
| Año           | Programa            | Rol                     | Canal         |
| ------------- | ------------------- | ----------------------- | ------------- |
| 2013-2014     | Eco Sport           | Conductora              | Vive Deportes |
| 2015-2017     | Eco Sport           | Conductora              | La Red        |
| 2017          | Imperdibles         | Conductora              | 13C           |
| 2018-presente | Viaja conmigo       | Conductora              | 13C           |
| 2019-2021     | Abrazo de gol       | Conductora              | CDF           |
| 2019          | Tu vida tu historia | Panelista               | CHV           |
| 2020          | Ríos del mundo      | Conductora              | CHV           |
| 2021          | La ruta del agua    | Conductora              | Canal 13      |
| 2022          | Juego textual       | Panelista               | Canal 13      |
| 2023          | La ruta del agua    | Conductora              | Mega          |
| 2024          | Ruta verde          | Conductora              | Mega          |
| 2024          | La hora de jugar    | Conductora              | Mega          |
| 2024          | De paseo            | Conductora              | Mega          |
| 2024          | Mucho gusto         | Conductora reemplazante | Mega          |